# ガーフィールド (映画)
『ガーフィールド』（原題：Garfield The Movie または Garfield）は、2004年のアメリカ合衆国のコメディ映画。ジム・デイビスの漫画『ガーフィールド』を原作とした、実写と3D-CGの合成による映画である。ビデオソフト化の際に『ガーフィールド ザ・ムービー』と改題された。主人公ガーフィールドの声はビル・マーレイ。

## ストーリー
普通の男、ジョンに飼われているガーフィールドは、いつもぐうたらで、食い意地の張った肥満の猫。ある日ジョンの家に犬のオーディがやってくることになる。オーディはドッグショー会場で大活躍。ガーフィールドはそれが気に食わず、その日の夜いたずらのつもりでオーディを家の外に追い出すが、次の日オーディはいなくなっていた。ジョンがいくら探しても見つかることはなく、ガーフィールドにも次第に罪悪感が芽生え、ついに彼はオーディを救うため立ち上がる。

## キャスト
※括弧内は日本語吹替。
- ガーフィールド（声）- ビル・マーレイ（藤井隆）
- ジョン - ブレッキン・メイヤー（内田夕夜）
- リズ - ジェニファー・ラブ・ヒューイット（花村さやか）
- ハッピー・チャップマン - スティーヴン・トボロウスキー（岩崎ひろし）
- ルイス（声）- ニック・キャノン（三ツ矢雄二）
- パースニキティ（声）- アラン・カミング（平田広明）
- ナーマル（声） - デヴィッド・エイゲンバーグ（高木渉）
- ベイカー - イヴ・ブレント（英語版）（麻生美代子）
- ルカ（声）- ブラッド・ギャレット（大友龍三郎）
- アーリーン（声）- デブラ・メッシング（本田貴子）
- クリストファー・メロー - マーク・クリストファー・ローレンス（立木文彦）
- ウェンデル - エヴァン・アーノルド（英語版）（咲野俊介）
- フランク - ジョセフ・エドワード・テイラー（吉野貴宏）
- ラリー - ジョン・F・シャフナー（牛村友哉）
- ホプキンズ - マイケル・モンクス（斎藤志郎）

※その他の日本語吹き替え：日向とめ吉、杉本ゆう、えんどうさや、飛田展男、福田信昭、永吉京子、細野雅世、田村真紀、永井寛孝、上村祐翔、田中雄士、海鋒拓也、塩川真人

## 作品の評価
Rotten Tomatoesによれば、136件の評論のうち高評価は15%にあたる20件で、平均点は10点満点中3.6点、批評家の一致した見解は「CGのガーフィールドの目新しさが徐々に消えていくと、残るのは単純化された子供向け映画である。」となっている。
Metacriticによれば、31件の評論のうち、高評価は2件、賛否混在は10件、低評価は19件で、平均点は100点満点中27点となっている。